# Agulhasströmmen

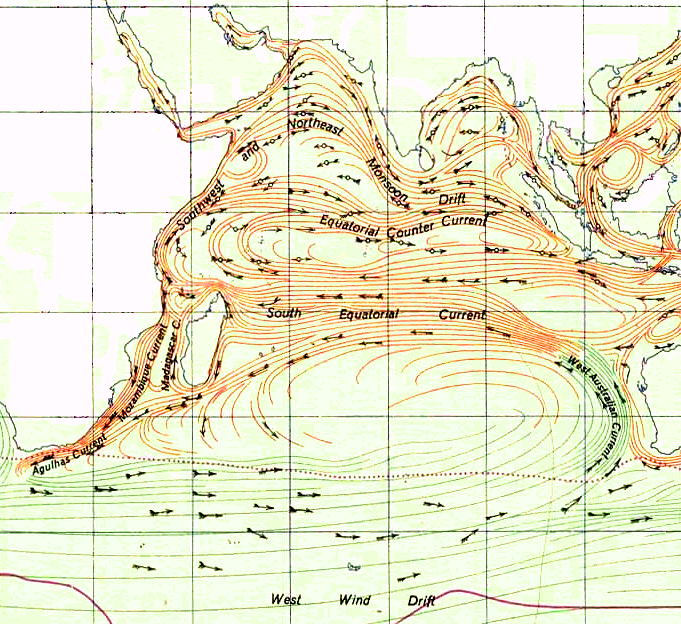
Havsströmmar i Indiska Oceanen. Agulhasströmmen, "Agulhas Current", synes längst ner till vänster.

Agulhasströmmen är en varm havsström i Indiska oceanen, som från ekvatorn följer Sydafrikas kust sydvästvart i en fart av 3 till 4 knop. Strömmen är till del en direkt fortsättning på Moçambiqueströmmen. Vid Kap Agulhas på Afrikas sydspets möter den västvinddriften och blandas med dess kalla vatten. Agulhasströmmen är av vikt för Sydafrikas klimat och spelar stor roll för sjöfarten.